# Olof Granholm
Harry Olof Granholm, född 24 april 1924 i Kvevlax, död 5 november 2016, var en finländsk författare.
Efter en mångskiftande yrkesbana, bland annat som skogsarbetare, slaktare och boskapsuppköpare, debuterade Granholm 1971 med romanen Bässpojken, en uppväxtskildring med självbiografisk bakgrund. I Spånskottaren (1973) och Oxbollen (1977) gavs bilder ur arbetarliv. Hästhandlarens son (1978) och Påläggskalven (1980) fördjupade skildringen av ett arbetarbarns utveckling i trots mot hårda livsvillkor. Temat fick sin uppföljning i ytterligare några böcker.
Politiskt var Granholm socialist och radikalpacifist, något som han utvecklade i bidrag till antologierna Fredsboken (1975) och Ur tystnaden (1989), som väckte debatt i österbottnisk press.
Tillsammans med sin hustru Siri (född 1921, död 1998) inrättade Granholm år 1985 Olof och Siri Granholms stiftelse för den svenskösterbottniska litteraturen, som bland annat årligen delar ut Choraeuspriset, namngivet efter Michael Choraeus.